# SN 2009hj
SN 2009hj – supernowa typu II odkryta 26 czerwca 2009 roku w galaktyce NGC 7372. W momencie odkrycia miała maksymalną jasność 19,10m.